# روبرت كولب
روبرت كولب (بالإنجليزية: Robert Culp)‏ مواليد 16 أغسطس 1930 في أوكلاند، الولايات المتحدة - الوفاة 24 مارس 2010 في لوس أنجلوس، الولايات المتحدة، هو ممثل ومخرج أمريكي بدأ مسيرته الفنية سنة 1953. امتدت مسيرته الفنية لأكثر من 57 عاما.

## الأعمال
- بونانزا
- ذا ريفلمان
- غان سموك
- كولمبو
- عرض كوسبي
- المربية
- قضية البجع
- الجميع يحب رايموند
- هاف-لايف 2
- هاف-لايف 2: أيبيسود ون

## وصلات خارجية
- روبرت كولب على موقع IMDb (الإنجليزية)
- روبرت كولب على موقع روتن توميتوز (الإنجليزية)
- روبرت كولب على موقع ألو سيني (الفرنسية)
- روبرت كولب على موقع تيرنر كلاسيك موفيز (الإنجليزية)
- روبرت كولب على موقع أول موفي (الإنجليزية)
- روبرت كولب على موقع قاعدة بيانات برودواي على الإنترنت (الإنجليزية)
- روبرت كولب على موقع قاعدة بيانات الأفلام السويدية (السويدية)
- روبرت كولب على موقع إن إن دي بي (الإنجليزية)
- روبرت كولب على موقع قاعدة بيانات الفيلم (الإنجليزية)
- روبرت كولب على موقع كينوبويسك (الروسية)
- الموقع الرسمي